# Nykarleby
Nykarleby (sueco fines: [nyˈkɑːrleˌbyː], en finés: Uusikaarlepyy) es una ciudad y municipio de la Ostrobothnia en Finlandia. La mayor parte de la población, el 86.9% es de habla sueca, frente a un 7.1 % de habla finesa.
Zacarías Topelius nació en Nykarleby.
A mediados de los años 1990 se eligió Nykarleby como la ciudad más feliz de Finlandia.[cita requerida]